# Crítica al judaísmo
La crítica al judaísmo se refiere a la crítica de doctrinas religiosas judías, textos, leyes, y prácticas. Las primeras críticas se originaron en las polémicas interconfesionales entre cristianismo y judaísmo. Importantes disputas en la Edad Media aumentaron ampliamente las críticas públicas. Las críticas modernas también reflejan los cismas judíos entre las ramas de judaísmo ortodoxo, judaísmo conservador, y judaísmo reformista.

## Doctrinas y preceptos

### Dios personal
Baruch Spinoza, Mordecai Kaplan, y ateos prominentes han criticado el judaísmo porque su teología y sus textos religiosos describen un Dios personal que tiene conversaciones con figuras importantes del Israel antiguo (Moisés, Abraham, etc.) y forma relaciones y convenios con el pueblo judío. Spinoza Y Kaplan creían en un Dios abstracto, impersonal, una fuerza de la naturaleza, o que compone el universo. El teólogo y filósofo Franz Rosenzweig sugirió que ambos puntos de vista son válidos y complementarios dentro del judaísmo.

### Pueblo escogido
La mayoría de las ramas del judaísmo consideran a los judíos el pueblo elegido, en el sentido que tienen una función especial para «preservar las revelaciones de Dios» o para «afirmar nuestra humanidad común». Esta actitud está reflejada, por ejemplo, en la declaración política del judaísmo reformista, que establece que los judíos tienen una responsabilidad de «cooperar con todos los hombres en el establecimiento del reino de Dios, de hermandad universal, justicia, verdad, y paz sobre la tierra». Algunos seglares y críticos afiliados a otras religiones reclaman que el concepto implica favoritismo o superioridad, así como algunos críticos judíos, como Baruch Spinoza. 
Muchos judíos encuentran problemático o anacrónico el concepto de pueblo escogido, y tales preocupaciones dirigieron a la formación del judaísmo reconstruccionista, cuyo fundador, Mordecai Kaplan, rehusó el concepto de los judíos como pueblo escogido y argumentó que la visión de los judíos como pueblo escogido era etnocéntrico.

## Crítica religiosa

### Críticas entre ramas

#### Crítica del judaísmo conservador a otras ramas
El judaísmo conservador es criticado por algunos dirigentes del judaísmo ortodoxo por no seguir correctamente la Halajá (ley religiosa judía). Es también criticado por algunos dirigentes del judaísmo reformista por estar en desacuerdo con los principios de sus miembros adultos jóvenes en asuntos como el matrimonio mixto, la sucesión patrilineal, y la ordenación de homosexuales, todos asuntos a los se opone el judaísmo conservador y apoya el judaísmo reformista. (El movimiento conservador desde entonces se ha movido en la dirección de permitir rabinos gay y la «celebración de ceremonias de compromiso del mismo sexo».)

#### Crítica del judaísmo tradicional al movimiento de reforma
El movimiento reformista surgió de la insatisfacción con varios aspectos del judaísmo ortodoxo o judaísmo rabínico, como se documenta en la polémica y en los escritos del siglo XIX y principios del siglo XX. Louis Jacobs, un prominente rabino masorti, describió las polémicas entre los movimientos ortodoxo y reformista, como sigue: 

"La polémica entre los ortodoxos, como se llamaba a los tradicionalistas, y los reformistas fueron feroces. Los ortodoxos trataron a la Reforma como una herejía, que de ser seguida sacaría a los judíos del judaísmo. Los reformistas replicaron que, por el contrario, el peligro para la supervivencia judía era ocasionado por la Ortodoxia, que a través de su oscurantismo, no vio que los nuevos desafíos que se planteaban al judaísmo debían enfrentarse conscientemente en el presente, como lo habían sido inconscientemente en el pasado. "
Louis Jacobs.The Jewish Religion: a companion,Oxford University Press, p. 4. (1995)

David Einhorn, un rabino reformista norteamericano, llama a la Reforma del judaísmo una «liberación» del judaísmo: 

"Actualmente hay una grieta en el judaísmo que afecta a su propia vida, y que ninguna cubierta, por brillante que sea, puede reparar. El mal que amenaza con corroer gradualmente  todos el hueso sano y la médula debe ser erradicado completamente, y esto solo puede hacerse si, en el nombre e interés de la religión, eliminamos de la esfera de nuestra vida religiosa todo lo que es corrupto e insostenible, y nos absolvemos solemnemente de toda obligación hacia ello en el futuro; por tanto, podemos lograr la liberación del judaísmo por nosotros y por nuestros hijos, a fin de evitar el distanciamento del judaísmo."
David Einhorn

Las críticas del judaísmo tradicional incluyeron críticas afirmando que las leyes de la Torá no son estrictamente vinculantes; las críticas que afirman que muchas ceremonias y rituales no son necesarios; las críticas que afirman que el liderazgo rabínico es demasiado autoritario; las críticas que afirman que había demasiada superstición; las críticas que afirman que el judaísmo tradicional lleva al aislamiento de otras comunidades; y las críticas que afirman que judaísmo tradicional enfatizó en exceso el exilio.
Algunas de estas críticas fueron anticipadas mucho tiempo antes por el filósofo Uriel da Costa (1585–1640), quien criticó a las autoridades rabínicas y al Talmud por carecer de autenticidad y espiritualidad.

#### Critica al Talmud
Consiste en realizar análisis de las frases y comentarios del Talmud y de otros libros de la ley oral rabínica, comparando esta información con la Biblia, y con los valores humanos universales, resultando estudios interesantes que dejan entrever que algunas veces el Talmud carece de sentido humanista, y también contradice muchas veces los principios morales que enseña la Biblia.
Algunos ejemplos de frases del Talmud que claramente contradicen lo que enseña la Torá (Pentateuco):
El Talmud promueve el uso de amuletos “a una persona se le permite salir al dominio público con un amuleto que ha demostrado ser efectivo” (Shabbat 53a)
El Talmud permite los encantamientos: “Rav fue a un cementerio, utilizó un encantamiento para descubrir cómo murieron los enterrados allí, y él dijo: noventa y nueve de estos murieron por el mal de ojo, y solo uno murió por enteramente medios naturales.” (Baba Metziá 107b.2)
El Talmud permite ejecutar a un gentil con un solo testigo, siendo que la Torá dice que deben presentarse al menos dos testigos “un descendiente de Noé se ejecuta sobre la base del veredicto de incluso un juez, y por el testimonio de incluso un testigo” (Sanhedrin 57b.2)
El Talmud permite retener el salario de una persona "solo es necesario enseñar la halajá de quien retiene el salario de un trabajador contratado; está prohibido que un gentil lo haga a otro gentil y que un gentil lo haga a un judío, pero está permitido que un judío lo haga a un gentil” (Sanhedrin 57a.22)
El Talmud enseña que matar a un gentil no es delito “Con respecto al derramamiento de sangre, si un gentil asesina a otro gentil, o un gentil asesina un judío, es responsable. Si un judío asesina un gentil, es exento.” (Sanhedrin 57a.16)
El Talmud enseña que un judío puede pecar en privado, si es que no puede controlarse “Si una persona ve que su inclinación está ganando control sobre él y no puede superarla, entonces debería ir a un lugar donde nadie lo conozca, debería vestirse de negro y ... debería al menos hacer lo que su corazón desea en privado”(Moed Kattan 17a12)
El Talmud dice que se puede encender una mecha de lino en Shabat, siendo que encender fuego en Shabat está prohibido (Shemot 35:3) “La mecha de un vestido, es decir, tela convertida en una mecha para una lámpara... Rabí Akiva dice: Es ritualmente puro y uno puede incluso encenderlo en Shabat.” (Mishná Shabat 2.3)
El Talmud enseña que un judío puede engañar a un gentil “La mishná emite su fallo con respecto a un recaudador de aduanas gentil, a quien uno puede engañar, como se enseña en una baraita: En el caso de un judío y un gentil que acuden a la corte para un juicio en una disputa legal, si podéis vindicar al judío bajo la ley judía, vindicadlo, y decid al gentil: Esta es nuestra ley.” (Baba Kamma 113a21)
El Talmud promueve el hurto de hallazgo, si el objeto es de un gentil “En un caso en que uno encontró un artículo perdido en una ciudad donde residen tanto judíos como gentiles, si la ciudad tiene una mayoría de judíos, está obligado a proclamar su hallazgo. Si hay una mayoría de gentiles, no está obligado a proclamar su hallazgo.” (Baba Metziá 24a.14)

### Crítica del cristianismo

#### La crítica de Pablo al judaísmo
Pablo critica a los judíos por su negativa en creer que Jesús fuera el Mesías (romanos 9:30@–10:13), y por su punto de vista sobre su estado de favor y la falta de igualdad con los gentiles (Romano 3:27). En Romanos 7–12, una crítica del judaísmo hecho por Pablo es que es una religión basada en la ley, en vez de en la fe. En muchas interpretaciones de esta crítica hecha con anterioridad a la mitad de siglo XX, el judaísmo se mantuvo fundamentalmente viciado por el pecado de autocomplacencia. El asunto se complicó por diferencias en las versiones del judaísmo en ese tiempo. Algunos eruditos argumentan que la crítica de Pablo al judaísmo es correcta; otros sugieren que su crítica está dirigida al judaísmo helenístico, la forma con la Pablo estaba más familiarizado, más bien que con al judaísmo rabínico, el cual evitó la línea militante de judaísmo que Pablo abrazó con anterioridad a su conversión. Está también la cuestión de a quién se dirigía Pablo. Él se veía como un apóstol delos gentiles, y no está claro si el texto de Romanos estaba dirigido a los seguidores judíos de Jesús (como era Pablol), a los gentiles, o a ambos. Si la adhesión a ley judía fuera un requisito para la salvación, entonces la salvación sería negada a los gentiles sin una conversión al judaísmo. Krister Stendahl argumenta en líneas similares que, según Pablo, el rechazo del judaísmo a Jesús como Salvador es lo que permite la salvación de los no judíos, que este rechazo es parte del plan global de Dios, y que Israel también será salvado (según romanos 11:26–27).
Algunos eruditos argumentan que la cuestión de fondo que subyace a la crítica de Pablo al judaísmo depende de su entendimiento de la relación del judaísmo con ley judía. E. P. Sanders, por ejemplo, argumenta que el punto de vista sostenido por muchos eruditos del Nuevo Testamento desde Christian Friedrich Weber en adelante, representan una caricatura del judaísmo y que esta interpretación de la crítica de Pablo es así defectuosa por su incomprensión de los principios del judaísmo.
 La interpretación de Sanders afirma que el judaísmo se entiende mejor como un «convenio nominalista», en el que se da gracia de Dios y se afirma en el convenio, y a cambio, la respuesta apropiada es vivir dentro de los límites establecidos para preservar la relación. James Dunn está de acuerdo con la opinión de Sanders de que Pablo no habría criticado al judaísmo por reclamar que la salvación proviene de la adhesión a la ley o al desempeño de buenas obras, ya que esos no son principios del judaísmo, pero argumenta contra Sanders que la crítica de Pablo del judaísmo representa una refutación de la forma xenófoba y etnocéntrica del judaísmo a la que Pablo había pertenecido anteriormente: «la verdadera crítica de Pablo al judaísmo y a los judaizantes no fue al judaísmo auto-justificante, sino a lo que que alguno ha llamado su imperialismo cultural o su orgullo étnico». Dunn argumenta que Pablo no ve su posición como traición al judaísmo, sino que «Pablo ataca la manera en que los judíos de su tiempo consideraban las obras o la ley como marcador de frontera que demarca quién está y quién no está en el pueblo de Dios; ataca su noción estrecha, racial, étnica, y geográficamente definida del pueblo de Dios y, en su lugar establece una forma más abierta a inclusiva de judaísmo (basada en la fe en Cristo). Así, las críticas de Pablo de lo que era el judaísmo fueron descritas con más precisión, una crítica de la vena xenófoba del judaísmo, a la que Pablo anteriormente perteneció. […] Pablo, en efecto se convirtió de un judaísmo cerrado a un judaísmo abierto.'" Un argumento similar es presentado por George Smiga, quien afirma que las críticas al judaísmo encontradas en el Nuevo Testamento se entienden mejor como variedades de polémica religiosa, destinadas a llamar a la conversión, más que críticas en el sentido de uso común.

#### Con respecto a la muerte de Jesús
La idea de que el judaísmo, y el pueblo judío en conjunto, son responsables por la muerte de Jesús, a menudo representado en la reclamación que «los judíos han matado a Jesús», figura prominentemente en las escrituras antisemitas. Fue inicialmente declarado por Pablo en el Nuevo Testamento (1 Thes. 2:14–15). Pero la Iglesia católica formalmente desaprobó su larga complicidad en el antisemitismo al emitir una proclamación en 1965, repudiando la idea que el pueblo judío tuviera ninguna culpabilidad por la muerte de Jesús.

### Crítica al islam
Un lugar prominente en la polémica del Corán contra los judíos se ha dado en la concepción de la religión de Abraham. El Corán presenta a los musulmanes como distintos de los judíos y los cristianos, seguidores de Abraham, quien era en un sentido físico el padre de los judíos y los árabes y vivió antes de la revelación de la Torá. Con el fin de mostrar que la religión practicada por los judíos no es la religión pura de Abraham, el Corán menciona el incidente de la adoración del becerro, argumenta que los judíos no creen en parte de la revelación que les fue dada, y que su toma de la usura muestra su mundanidad y desobediencia a Dios. Además, el Corán afirma que atribuyen a Dios cosas que no ha revelado. Según el Corán, los judíos exaltaron a una figura llamada Uzair como el "hijo de Dios". El carácter de Esdras, quien se presumía que era la figura mencionada por el Corán (aunque sin pruebas de que Uzair y Esdras fueran la misma persona) se convirtió en importante en las obras del erudito musulmán andaluz más tardío Ibn Hazm, quien acusa explícitamente a Esdras de ser un mentiroso y un hereje que falsificó y añadió interpolaciones al texto bíblico. En su polémica en contra judaísmo, Ibn Hazm proporcionó una lista de lo que dijo que eran inexactitudes y contradicciones cronológicas y geográficas, imposibilidades teológicas (expresiones antropomórficas, historias de fornicación y prostitución, y la atribución de pecados a los profetas), así como carencia de transmisión fiable (tawatur) del texto. Heribert Busse Escribe «La única explicación es la presunción de que Mahoma, en el calor del debate, quiso acusar a los judíos de doctrina herética, a la par con la herejía de la doctrina cristiana que enseña la naturaleza divina de Jesús. Al hacerlo, podría aprovecharse de la alta estima concedida a Ezra en el judaísmo."

## Crítica filosófica
La crítica filosófica al judaísmo es parte de la crítica religiosa en general, o se centra específicamente en los aspectos exclusivos de la religión judía. Immanuel Kant es un ejemplo de esto último. Kant creía que el judaísmo falla en «satisfacer los criterios esenciales de [una] religión», por requerir obediencia externa a leyes morales, tener un enfoque secular, y carecer de una preocupación por la inmortalidad.

## Prácticas

### Shojet (Matanza Kosher)
La matanza kosher ha atraído históricamente la crítica de los no judíos por ser una práctica presuntamente inhumana e insalubre, en parte como un alegato antisemita de que comer ritualmente carne sacrificada ritualmente causaba degeneración, y en parte por motivación económica, para sacar a los judíos de la industria cárnica. A veces, sin embargo, estas críticas estuvieron dirigidas contra el judaísmo como religión. En 1893, los defensores de los animales hicieron campaña contra la matanza kosher en Aberdeen,  intentando vincular la crueldad con la práctica religiosa judía. En la década de 1920, críticos polacos de la matanza kosher reclamaron que la práctica, de hecho no tenía ninguna base en las Escrituras. En contraste, las autoridades judías argumentan que los métodos de matanza están basados directamente en (Deut. 12:21), y que «estas leyes son vinculantes para los judíos hoy en día».
Más recientemente, la matanza kosher ha atraído la crítica de algunos grupos preocupados por el bienestar animal, que sostienen que la ausencia de cualquier forma de anestesia o aturdimiento antes de la separación de la vena yugular del animal causa sufrimiento y dolor innecesarios. En 2008 se hicieron llamadas a la abolición de la práctica kosher por la cámara federal de veterinarios de Alemania, y en 2011 por el Partido Animalista en el parlamento holandés. En ambos incidentes, los grupos judíos respondieron que las críticas eran ataques contra su religión.
Los partidarios de la matanza kosher replican que el judaísmo requiere esa práctica, precisamente porque es considerada humana. La investigación conducida por Temple Grandin y Joe M. Regenstein muestra que, practicada correctamente con sistemas de retención apropiada, la matanza kosher resulta en poco sufrimiento y dolor, y señala que las reacciones conductistas a la incisión hecha durante el sacrificio es menor que la de ruidos fuertes, como rechinamiento o silbido, inversión o presión durante la retención.

### Brit Milá (Ritual de circuncisión)
La práctica judía del Brit Milá, o circuncisión de niños varones, ha sido atacada, tanto en tiempos antiguos como modernos como «dolorosa» y «cruel», o equivalente a la mutilación genital, debido a que se lleva a cabo sin el consentimiento del niño.
La cultura helenística encontró la circuncisión repulsiva, siendo considerada como una deformidad física, y a los hombres circuncidados les fue prohibido participar en los Juegos Olímpicos. Algunos judíos helenísticos practicaron la restauración prepucial. En el Imperio romano, la circuncisión fue considerada como costumbre bárbara y repugnante. Según el Talmud, el cónsul Tito Flavio Clemente fue condenado a muerte por el Senado romano en 95 d. C. por circuncidarse y convertirse al judaísmo. El emperador Adriano (117–138) prohibió lacircuncisión.Pablo de Tarso expresó sentimientos similares sobre la circuncisión, llamándola "mutilación" en Epístola a los filipenses 3. "Observa a aquellos perros, aquellos envilecedores, aquellos mutiladores de la carne."